# Molophilus hylandensis
Molophilus hylandensis là một loài ruồi trong họ Limoniidae. Chúng phân bố ở miền Australasia.